# Thymochares pieraggii
Thymochares pieraggii is een rechtvleugelig insect uit de familie doornsprinkhanen (Tetrigidae). De wetenschappelijke naam van deze soort is voor het eerst geldig gepubliceerd in 1995 door Devriese.